# Marguerite Davis
Marguerite Davis (Racine, Wisconsin, 16 de setembre de 1887 - 19 de setembre de 1967) va ser una bioquímica nord-americana, co-descobridora de les vitamines A i B amb Elmer McCollum el 1913. La seva recerca va influir molt en les investigacions posteriors sobre nutrició.

## Biografia
Marguerite Davis era filla d'un metge i botànic local, professor a la Universitat de Wisconsin, i neta d'una àvia que havia estat activista defensora dels drets de les dones. Sembla que tenia alguna discapacitat física, segons explica McCollum a la seva autobiografia, per les greus cremades que havia sofert quan tenia deu anys, mentre jugava en una foguera i la seva roba es va incendiar.
Els seus antecedents i interessos científics la van portar a matricular-se a la Universitat de Wisconsin el 1906. El 1908 es va traslladar a la Universitat de Califòrnia a Berkeley i va obtenir la llicenciatura en ciències el 1910. Després de graduar-se, va tornar a la Universitat de Wisconsin, on va completar alguns treballs de postgrau sense arribar a doctorar-se. Després de treballar breument en un laboratori farmacèutic a Nova Jersey, va tornar a la Universitat de Wisconsin per començar la seva feina com a assistent de recerca amb McCollum, que feia estudis nutricionals.

## Descobriment de les vitamines A i B
Davis va treballar com a assistent de McCollum, tenint cura d'una gran colònia de ratolins i ajudant a expandir-la. Davis va ajudar McCollum a dur a terme "deu vegades més experiments que els que hauria pogut gestionar ell tot sol". Es van dedicar a crear barreges que poguessin substituir els aliments en les dietes dels animals, que incloguessin tots els nutrients coneguts necessaris; i per això havien d'estudiar específicament les substàncies químiques en els aliments que són essencials per a la vida. i que s'havien batejat ja com a "vitamines".
El 1913, Davis i McCollum van identificar el que van anomenar "A liposoluble", una substància que es troba en els greixos i que és essencial per a la vida. La van distingir d'una altra substància que havia estat descrita pel químic neerlandès Christiaan Eijkman, que ells van estudiar i van anomenar "B soluble en aigua". Aquestes van ser rebatejades posteriorment com a Vitamines A i B, després de llargues investigacions sobre rates. El descobriment de dues vitamines va obrir el camí per a més investigacions en nutrició.
La descoberta de la vitamina A soluble en greixos i la vitamina B soluble en aigua es va publicar per primera vegada al Journal of Biological Chemistry l'any 1913 en el document "La necessitat de certs lípids a la dieta durant el creixement", del qual Davis era co-autora, i en el qual demostraven que no tots els greixos eren nutricionalment iguals.
Davis va treballar al laboratori de McCollum de 1909 a 1916 i durant aquest temps va signar amb ell deu articles de recerca, nou dels quals publicats al Journal of Biological Chemistry. A la seva autobiografia de 1964, el mateix McCollum reconeix que deu part de l'èxit de la seva investigació nutricional a Marguerite Davis.
Tot i que McCollum demanava anualment un sou per a Davis, el Departament de Química Agrícola de la Universitat l'hi va denegar repetidament fins al seu darrer any. Així que va estar treballant sense cobrar durant cinc anys i li van pagar 600 dòlars en el seu sisè i últim any. Poc després va dimitir.
Més tard, al 1926, va ajudar a la Universitat de Rutgers a constituir un laboratori de nutrició com a part del seu Col·legi de Farmàcia. El 1940 va tornar a la Universitat de Wisconsin per ensenyar i investigar encara durant uns quants anys.

## Darrers temps
El 1940, Davis es va retirar i va tornar a la seva ciutat natal de Racine per viure amb el seu germà, John Archibald "Archie" Davis, a la casa familiar. Va dedicar-se a la història i la jardineria després de la seva jubilació, i va ser activa en els afers cívics locals. Va ser reconeguda per les seves contribucions com a líder cívica pel Consell Cívic de Dones de Racine el 1958. Va morir tres dies després del seu vuitanta aniversari, el 19 de setembre de 1967.